# Маріян Булят
Маріян Булят (хорв. Marijan Buljat, нар. 12 вересня 1981, Задар) — хорватський футболіст, що грав на позиції захисника, півзахисника.
Виступав, зокрема, за «Динамо» (Загреб) та «Хайдук» (Спліт), а також національну збірну Хорватії.

## Клубна кар'єра
Народився 12 вересня 1981 року в місті Задар. Вихованець футбольної школи клубу «Задар». У дорослому футболі дебютував 1997 року виступами за нижчолігову команду «Мосор», в якій провів три сезони, взявши участь у 4 матчах чемпіонату.
У 1999 році гравець перейшов до команди першої ліги «Рієка». Дебютував у вищому дивізіоні в сезоні 2000/01 — 14 серпня 2001 року в гостьовому матчі з «Хрватським Драговоляцом» (0:0). Всього він виходив на поле 13 разів і допоміг «Рієці» посісти 5 місце в чемпіонаті.
У січні 2002 року Булят перейшов до клубу до 2-ї Бундесліги «Гройтер Фюрт», підписавши контракт на 2,5 роки. але у Німеччині хорваті зіграв лише в кількох товариських матчах за першу команду та грав переважно за аматорську команду у Вищій лізі «Баварія», тому у січні 2003 року він повернувся до Хорватії, ставши гравцем «Осієка». Там Маріян відновив свою кар'єру і швидко став основним гравцем.
Яскрава грав футболіста привернула увагу тодішнього віце-чемпіона і головного гранда країни «Динамо» (Загреб), куди Булят і перейшов влітку 2004 року. Свій перший сезон на «Максимірі» він закінчив на сьомому місці, вписавшись у загальну сірість клубу. Однак у наступному сезоні під керівництвом Йосипа Куже він провів свій найкращий сезон у кар'єрі на правому фланзі, вигравши національний чемпіонат і отримав виклик до національної збірної. У наступному сезоні він продовжив чудові виступи, поки 10 січня під час тренування його одноклубник Едуардо да Сілва не травмував його, зламавши малогомілкову кістку лівої ноги, через що хорват вибув на цілих 5 місяців. Волею долі, сам Едуардо отримав подібну травму, граючи пізніше в «Арсеналі». Після відновлення після травми Булят здобув зі столичною командою ще один чемпіонський титул 2007/08, але не зміг закріпитися в основі, провівши лише 16 матчів.
В результаті по завершенні сезону Маріян розірвав контракт з «Динамо» та менеджерським агентством Здравко Мамича та перейшов у «Хайдук» (Спліт), де став грати разом зі своїм двоюрідним братом Юрицею Булятом. Таким чином Маріян став першим і поки що єдиним гравцем, який виступав за всі 4 найбільші клуби Хорватії: «Динамо» (Загреб), «Хайдук» (Спліт), «Рієка» та «Осієк». Спочатку у Горана Вучевича Маріян був запасним гравцем, але згодом у Анте Міше успішно зарекомендував себе на позиції основного лівого атакувального півзахисника команди і додав до переліку своїх трофеїв ще один титул володаря Кубка Хорватії. Загалом відіграв у складі сплітської команди чотири сезони своєї ігрової кар'єри.
Завершив ігрову кар'єру у нижчолігових командах «Примораць» та «Арбанасі», за які виступав до 2018 року.

## Виступи за збірні
1998 року дебютував у складі юнацької збірної Хорватії (U-17), загалом на юнацькому рівні взяв участь у 22 іграх.
Протягом 2002—2004 років залучався до складу молодіжної збірної Хорватії, з якою брав участь у молодіжному чемпіонаті Європи 2004 року в Німеччині, де Хорватія посіла останнє місце в групі, набравши лише одне очко. Всього на молодіжному рівні зіграв у 16 офіційних матчах.
1 березня 2006 року дебютував в офіційних іграх у складі національної збірної Хорватії в матчі проти збірної Аргентини (3:2), замінивши в додатковий час Ніко Кранчара. Згодом Булят потрапив у розширений список збірної на чемпіонат світу 2006 року і 3 червня зіграв один тайм у підготовчому матчі проти Польщі (0:1), однак у фінальну заявку не потрапив, хоча й поїхав із командою до Німеччини на випадок травми одного з включених до складу гравців. На турнірі хорвати виступили провально, не вигравши жодного матчу, через що тренер Златко Краньчар був звільнений, а його наступник Славен Билич вже не використовував Булята у своїй команді.

## Статистика виступів

### Статистика виступів за збірну
| Дата     | Місто      | Господарі | Результат | Гості     | Турнір           | Голи | Примітки |
| -------- | ---------- | --------- | --------- | --------- | ---------------- | ---- | -------- |
| 1-3-2006 | Базель     | Хорватія  | 3 – 2     | Аргентина | товариський матч | -    | 90+5'    |
| 3-6-2006 | Вольфсбург | Хорватія  | 0 – 1     | Польща    | товариський матч | -    | 51'      |
| Усього   |            | Матчів    | 2         |           | Голів            | 0    |          |

## Титули і досягнення
- Чемпіон Хорватії (3):

«Динамо» (Загреб): 2005/06, 2006/07, 2007/08
- Володар Кубка Хорватії (3):

«Динамо» (Загреб): 2006/07, 2007/08
«Хайдук» (Спліт): 2009/10
- Володар Суперкубка Хорватії (3):

«Динамо» (Загреб): 2006